# Tigray
13°34′30″N 39°05′15″Ø / 13.57500°N 39.08750°Ø
Tigray (amharisk: ትግራይ ክልል), kilil Tigrāy) er en af Etiopiens ni regioner (kililoch). Tigrays formelle navn i Etiopiens forfatning er Region 1. Opdelingen af Etiopien i regioner skete i 1995 i forbindelse med en opdeling af landet i etnisk baserede regioner under en føderal regering. Tigray er den nordligste af Etiopiens regioner, har et areal på 84.722 km2 og er beboet af tigrayere samt mindre grupper af irobere og kunamaer. Regionens hovedstad og største by er Mekeli. Ved folketællingen i 2007 var der 4.314.456 indbyggere. Befolkningens størrelse i 2017 er anslået til 5.247.005 Det officielle sprog i regionen er tigrigna.
I 2002/03 var ca. 80% af befolkningen beskæftiget i landbruget, der udgjorde 46% af regionens økonomi. Den største befolkningstæthed findes i højlandet.
I november 2020 opstod der uroligheder, da der udbrød kampe mellem regionens lokalregering, ledet af Tigray People's Liberation Front (TPLF), og den etiopiske centralregering.